# Beeramanahalli, Kolar
Beeramanahalli là một làng thuộc tehsil Kolar, huyện Kolar, bang Karnataka, Ấn Độ.